# Juan José Omella
Juan José kardinál Omella Omella (* 21. dubna 1946, Cretas, Španělsko) je španělský římskokatolický kněz, arcibiskup barcelonský, a od roku 2017 kardinál. Jeho jmenování kardinálem oznámil papež František 21. května 2017, odznaky své hodnosti převzal během veřejné konzistoře 28. června téhož roku.